# Eliza Dushku
Eliza Patricia Dushku, ameriška televizijska in filmska igralka albansko-danskega rodu, * 30. december 1980, Watertown, Massachusetts.
Eliza je najbolj znana po filmih Bring It On in Wrong Turn ter po nastopih v več televizijskih serijah Izganjalka vampirjev, Angel in Tru Calling.
Danes velja za najbolj znano albansko Američanko po bratih Belushi.